# Cascadia nuttallii
Cascadia nuttallii är en stenbräckeväxtart som beskrevs av A. M. Johnson. Cascadia nuttallii ingår i släktet Cascadia och familjen stenbräckeväxter. Inga underarter finns listade i Catalogue of Life.